# Никпай, Рохулла
Рохулла Никпай (англ. Rohullah Nikpai, перс.  روح الله نیکپا‎), род. 15 июня 1987 года, провинция Вардак, Афганистан) — афганский тхэквондист, двукратный бронзовый медалист Олимпийских игр (2008 и 2012). По национальности — хазареец. Единственный призёр Олимпийских игр за всю историю Афганистана.

## Биография, карьера
Никпай начал свои занятия спортом в Кабуле, Афганистан, в возрасте 10 лет. Во время кровавого конфликта за овладение столицей Кабула между гражданскими военизированными силами Афганистана и силами группировки Талибан его семья покидает город и селится в одном из многочисленных иранских лагерей для афганских беженцев. Вскоре Никпай становится членом команды беженцев из Афганистана по тхэквондо, это происходит после просмотра им фильмов со сценами использования героями боевых искусств.
По окончании конфликта он возвращается в Кабул в 2004 году и продолжает свои тренировки в государственном олимпийском центре подготовки спортсменов. В ходе Азиатских игр 2006 года в Дохе, Катар, Никпай состязается в сверхлёгком весе, где проигрывает будущему серебряному медалисту Наттапонгу Теваветчапонгу из Таиланда, в 1/8 финала.
Никпай выступил за свою страну на летних Олимпийских играх 2008 года, выбив в ходе борьбы из дальнейших состязаний двукратного чемпиона мира Хуана Антонио Рамоса из Испании, и, в итоге, завоевывает бронзовую медаль; это достижение явилось первым «медальным» достижением Афганистана на Олимпийских играх за всю историю. Никпай становится национальным героем, по возвращении его в аэропорту встречает многотысячная толпа. Своим телефонным звонком поздравил Никпая и президент Афганистана Хамид Карзай, подарив ему от государства дом, машину и другие блага. Как заявил Никпай в своём интервью после победы,
Надеюсь, это будет посланием мира моей стране после 30 лет войны
В ходе проведения летних олимпийских игр 2012 года, Никпай уступил иранцу Мохаммаду Багери Мотамеду, опять взяв бронзу, победив в поединке за третье место британца Мартина Стэмпера.